# Ed Newman
Ed Newman (Brooklyn, 4 de junho de 1951) é um ex-jogador profissional de futebol americano estadunidense.

## Carreira
Ed Newman foi campeão da temporada de 1973 da National Football League jogando pelo Miami Dolphins.